# Jeu (affluent du Layon)
Pour les articles homonymes, voir Jeu (homonymie).
Le Jeu est une rivière française qui coule dans le département de Maine-et-Loire. C’est un affluent du Layon en rive gauche, donc un sous-affluent de la Loire par le Layon.

## Géographie
Le Jeu prend naissance sur le territoire de la commune de Bourgneuf-en-Mauges dans les Mauges sous le nom de ruisseau de la Soucière il prend le nom de ruisseau du Pas Chevreau à la hauteur de Saint-Quentin-en-Mauges, puis prend le nom de Jeu jusqu'à sa confluence avec l'Oyon, et se jette en rive gauche dans le Layon à Chalonnes-sur-Loire après un parcours de 21,4 km de longueur, sous le nom de ruisseau de la Contrie.

## Principaux affluents
le Jeu a 3 affluents contributeurs référencés. donc les plus importants sont : 
- le Juret, 4,4 km
- l'Oyon, 12,1 km

## Communes traversées
- Maine-et-Loire  : Neuvy-en-Mauges , Saint-Laurent-de-la-Plaine, La Jumellière, Chaudefonds-sur-Layon, Saint-Quentin-en-Mauges, Bourgneuf-en-Mauges, Sainte-Christine et Chalonnes-sur-Loire[2].